# 後藤英樹
後藤 英樹（ごとうひでき、1968年6月20日 - ）は、日本の俳優。（株）リコモーション所属。

## 略歴
兵庫県西宮市生まれ。幼少期より小学生の間に、父親の転勤のため、兵庫県宝塚市、神奈川県横浜市、大阪府柏原市、大阪府茨木市、愛知県名古屋市と引越、転校を繰り返す。
愛知県立旭丘高等学校卒業後、１浪して神戸大学工学部システム工学科に入学。大学ではESSドラマセクションに入部し、英語劇『ガラスの動物園』『エクウス』で主演を務める。
1989年、大学2回生の時に、大阪のミュージカルスクールSTAGE21で芹まちかのジャズダンス、萩原宏信のアクションのクラスを受けたことをきっかけに劇団そとばこまちのオーディションを受け、入団。当時の劇団そとばこまちは、5代目座長生瀬勝久と山西惇を中心に、大阪では劇団☆新感線、南河内万歳一座、売名行為と並び、人気の小劇団であった。
劇団の同期には、みょんふぁ（洪明花）、康喜弼がいる。
大学3回生を3回やり、ようやく4回生になった時に、NHK朝の連続テレビ小説『ええにょぼ』の主演男優オーディションで最終選考まで残り、レギュラー出演。同じ年度に劇団そとばこまちと南河内万歳一座との合同公演『九月の昆虫記』で主演、NTVのドラマ『ザ・ワイドショー』のレギュラー出演を務めながら、1994年4月、1浪2留で大学卒業。
2001年に生瀬勝久と山西惇が劇団を退団した後は、劇団の中心となって活動していたが、2006年に活動拠点を東京に移し、その後、劇団を退団。
東京では流山児★事務所、ここ風、トツゲキ倶楽部など様々な劇団に客演。
2018年には、ジョルジオ・バルベリオ・コルセッティ演出の東京芸術祭『野外劇　三文オペラ』にて、オーディションで主役のマックヒース役を射止めた。

## 出演

### 舞台
1991年
- 劇団そとばこまち『Torch』
- 劇団そとばこまち『天体冒険活劇　仮免ロミオの大冒険』
- 劇団そとばこまち『龍天華乱』

1992年
- 劇団そとばこまち『冬の絵空』

1993年
- 劇団そとばこまち『ビデオマン』
- 劇団そとばこまち＆南河内万歳一座『九月の昆虫記』（内藤裕敬・生瀬勝久・作・演出）（主演・竜ちゃん 役）
- 劇団そとばこまち『独人（ひとり）』（舌ったらず君 役）

1994年
- 劇団そとばこまち『王様の決めた七つのルール』（主演・さのとおる 役）
- メジャーリーグ『ローゼンクランツとギルデンスターンは死んだ』（鵜山仁・演出　生瀬勝久・古田新太・主演）（アルフレッド役）
- 劇団そとばこまち『平熱マン　〜月曜日の朝、僕はリハビリ〜』

1995年
- そとばこまちWORKERS『トーチソング・トリロジー』（アラン役）
- リリパット・アーミー『こどもの一生』（本間春男 役）

1996年
- 劇団そとばこまち『お前を殺しちゃうかもしれない』
- 劇団康組『ベアナックル』（主演）
- そとばこまちプロデュース『リバイバル』（生瀬勝久・作　鈴木裕美・演出）

1997年
- そとばこまちWORKERS『BIG BEACH』
- そとばこまちプロデュース『バットマン』

1998年
- シアタードラマシティ『寝盗られ宗介'98』（つかこうへい・作・演出　藤山直美・西岡徳馬・主演）（後藤 役　ピアノ演奏）

1999年
- そとばこまちWORKERS『グラムスラム』
- そとばこまちプロデュース『マンガの夜』
- 石原正一ショー『よろしくキャノンボール’99』（アムロ 役）

2000年
- そとばこまちWORKERS『奥さんのヌード』（中村護 役）
- 石原正一ショー『噂の刑事 トニーとナッツ』（アムロ 役）
- チキン王『闇王退場』
- 久保田商店『十二夜』（柘榴 役）
- 石原正一ショー『釣りキチなみえ』（アムロ 役）

2001年
- 劇団そとばこまち『友情しごき教室』
- 石原正一ショー『噂の刑事 トニーとナッツ大会』（アムロ 役）
- 石原正一ショー『必っちゃん殺っちゃん』（アムロ 役）

2002年
- 劇団そとばこまち『シークレット・ライフ　第1部：めぐる秘密生活編』（山口・ジロー 役）
- Actress Company upupG-5 Produce『お母さんといっしょくた。』
- 劇団そとばこまち『レッツ・オーラク‼︎』
- 劇団そとばこまち『シークレット・ライフ　第2部：凶悪、成人アライグマ編』（ガブ 役）
- 劇団そとばこまち『シークレット・ライフ　第3部：そして、方舟は行くよ編』（笛男 役）
- 石原正一ショー『プレイガール3』（アムロ 役）
- 石原正一ショー『希ノボリコの世界　おさかなビリー他　特別編』（アムロ 役）
- 劇団そとばこまち『SECRET LIFE』
- 石原正一ショー『野球狂の詩子』（アムロ 役）

2003年
- GISELLE『お察しします。』（松岡 役）
- そとばこまちアトリエCollection『カンちゃんは御臨終』『アフターファイブはMr.X』
- 劇団そとばこまち『猿飛佐助　一期は夢よただ狂へ』（霧隠才蔵 役）
- まほろばFantasy『ミュージカル　モモ』（時間泥棒BLW 役）

2004年
- 劇団そとばこまち『タスマニア　エンジェル』
- 劇団そとばこまち『丈夫な教室　〜彼女はいかにしてハサミ男からランドセルを奪い返すことができるか〜』（神野 役）
- 松竹『喜劇百年七夕名作喜劇まつり』（藤山直美・主演）
- はちみつパイ『肉とチョコレート』（西条ひろみ 役）
- 劇団そとばこまち『ダイナマイト祖父』（片岡孝夫 役）
- 石原正一ショー『天使だらけの傷』（アムロ 役）

2005年
- 劇団そとばこまち『丈夫な教室　〜彼女はいかにしてハサミ男からランドセルを奪い返すことができるか〜』（神野 役）
- はちみつパイ『ポップくのいち』（徳川 役）
- ピースピット『グーグー・ムーチョ』（ロメロ・ランデブーデイズ 役）
- 劇団そとばこまち『6月20日、晴れ、ほたる舞う日に』（共同脚本）（師匠 役）
- 劇団そとばこまち『BLUE BLUE BLUE』（共同脚本　共同演出）（高橋海 役）
- 松竹『わが歌ブギウギ　ー笠置シヅ子物語ー』（真琴つばさ・主演）（浅見和彦 役）
- 石原正一ショー『十三人姉妹』（国王 役）

2006年
- 劇団そとばこまち『藁の輪舞曲（わらのロンド）』（鷲 役）
- 超人予備校プレゼンツ トリオ天満宮HERO'S『ゴリラ林芝犬彦』（主演　ゴリラ林芝犬彦 役）
- 劇団そとばこまち『キャビア・ウーマン』（美輪 役）
- 石原正一ショー『ボボボーボ 坊ちゃん』（うらなり 役）

2007年
- 劇団Nine★Stars『RUN FOR YOUR WIFE』（加藤毅・演出　ポーター 役）
- SPPTテエイパーズハウス『プリンセスと拙者』（ポンバル 役）
- ライズ・プロデュース『ミュージカル　森は生きている』（安崎求・演出）（継母 役）
- SPPTテエイパーズハウス『合歓版　南太平洋』（力 役）
- 石原正一ショー『マドモアゼル・ブルース＆ブラジル66』（アムロ 役）

2008年
- SPPTテエイパーズハウス『風の行方』（主演　有村治左衛門 役）
- SPPTテエイパーズハウス『Dresser』（伊集院宗佑 役）
- will-o'-the-Wisp『ねこみみ』
- SPPTテエイパーズハウス『白雪姫と七人のム・フ・フ・・・』（主演　しのぶママ 役）池袋演劇祭　特別賞受賞

2009年
- 噺劇と落語の会『文違い』
- 劇団B→tops『See You Again!』（源氏ひかる 役）
- and so on『memory』（ダンチョ 役）
- 劇団芝居屋『約束』
- 石原正一ショー『恋味しんぼ 〜あるいは、クッキング馬場〜』（アムロ 役）

2010年
- MISHIMAワークショッププロジェクト『葵上』『卒塔婆小町』
- 流山児★事務所『ミュージカル　愛と嘘っぱち』（ドクトル 役）
- 石原正一ショーpresents『エ・ト・セトラ』（アムロ 役）

2011年
- SPPTテエイパーズハウス『もどっど！　薩摩義士伝』（鬼頭兵内 役）
- 石原正一ショー『ABC漫画朗読フェスティバル』
- 劇団芝居屋『ともしび』
- 流山児★事務所『ユーリンタウン』（別所哲也・主演）
- THE黒帯『妖怪レストラン3P』（伯爵 役）

2012年
- 流山児★事務所『田園に死す』（父 役）
- 映劇『コードギアス　反逆のルルーシュ　騒乱前夜祭』（杉山賢人 役）
- 石原正一ショー『演劇人は悲しい歌を歌う　朗読版 宇宙のファンタジー』（共演・川下大洋）

2013年
- 劇団可燃物『月に歩けば　〜リサイクル2013 再生率72%〜』（ダーリン 役）
- THE黒帯『スープ』
- 流山児★事務所『テラヤマ☆歌舞伎　無頼漢（ならずもの）』

2014年
- 流山児★事務所『田園に死す』（父 役）
- 流山児★事務所＋楽塾『寺山修司の女の平和』（助右衛門 役）
- 劇団可燃物『超★人力ロボ ドレイオン』（長老 役）
- 青山円形劇場プロデュース『夕空はれて　ーよくかきくうきゃくー』（別役実・作　ケラリーノ・サンドロヴィッチ・演出）（男５ 役）

2015年
- 劇団可燃物『契約ヒーロー　ハケンダー善　〜リサイクル2015 再生率91％〜』（主演　先生 役）
- 流山児★事務所＋楽塾『寺山歌劇★くるみ割り人形』
- トツゲキ倶楽部『リ：ライト』（阿久根巌 役）
- 劇団わらく『まくべす』（ダンカン 役）
- 岸田國士を読む 夏『可児君の面会日』
- 劇団可燃物『パパは機関車』（白い男 役）
- Pityman『そのゆびにぎって』（加賀野俊彦 役）

2016年
- ディー・コンテンツプロデュース『レプリカ』（瀬野裕一郎 役）
- 流山児★事務所＋楽塾『女人の和平』（台湾公演）
- トツゲキ倶楽部『金曜はダメよ』（桜井 役）
- トツゲキ倶楽部『ワンダフルムーン』（手塚 役）

2017年
- トツゲキ倶楽部『独立愚連飯店』（ダイシン 役）
- ここかしこの風『Utakata ーうたかたー』（主演　磯村忠雄 役）
- 劇団可燃物『超★人力ロボ　ドレイオン』（金持田社長 役）

2018年
- SPPTテエイパーズハウス『マーニ　ーその隠された人生ー』（ビル・ブレナー 役）
- ここかしこの風『Share ーシェアー』
- 東京芸術祭『野外劇　三文オペラ』（ジョルジオ・バルベリオ・コルセッティ・演出）（主演　マックヒース 役）
- 石原正一ショー『西の遊のキッコ』（アムロ 役）

2019年
- Go!Go!ミュージカルスパークル『ミュージカル　咲かせよう』
- ここかしこの風『Alex　ーアレックスー』（ブレッド 役）
- シアターRAKU『女の平和　〜不思議な国のエロス〜』（助右衛門 役）
- ここ風『ッぱち！』（風間孝明 役）
- 劇団可燃物『超人サークル　パワフルパーツ』（彼１・２・３ 役）

2020年
- ここ風『トタン屋根でスキップ』（主演　藤澤修司 役）

2021年
- ふじのくに⇆せかい演劇祭『野外劇　三文オペラ』（ジョルジオ・バルベリオ・コルセッティ・演出）（主演　マックヒース 役）
- ニッポン放送『ッぱち！』（越岡裕貴・室龍太・主演）（風間孝明 役）